# نیو فالکن (تگزاس)
نیو فالکن، تگزاس(به انگلیسی: New Falcon, Texas) شهری در ایالت تگزاس از ایالات جنوبی ایالات متحده آمریکا است. در سرشماری سال ۲۰۰۰، جمعیت این شهر ۱۸۴ نفر اعلام شد.